# Eisenbahnunfall von Eden
Der Eisenbahnunfall von Eden am 7. August 1904 wurde durch eine unter einem Zug weggespülte Brücke verursacht. 111 Menschen kamen dabei ums Leben.

## Ausgangslage
Der Schnellzug Nr. 11 der Missouri Pacific Railroad war an diesem Tag von Denver, Colorado, nach St. Louis, Missouri, unterwegs. Der Lokomotivführer hatte eine Warnung erhalten, wegen eines Gewitters darauf zu achten, dass die Brücken über zu querende Wadis in Ordnung und nicht durch Sturzfluten beschädigt waren. Er fuhr deshalb nur mit etwa 20 km/h. Der Zug bestand aus der Lokomotive mit Schlepptender, einem folgenden Gepäckwagen, den Sitzwagen und dem Raucherwagen. Am Ende des Zuges liefen Speisewagen und zwei Pullmanwagen. 12 km nördlich von Pueblo war ein Wadi in der Nähe des Bahnhofs Eden (heute ein nördlicher Vorort von Pueblo) zu kreuzen.

## Unfall
Die Brücke über das Wadi war unbeschädigt und so überfuhr der Lokomotivführer sie. Während der Zug die Brücke querte – die Lokomotive befand sich bereits auf dem gegenüberliegenden Ufer – kippte eine durch das Wadi schießende Sturzflut die gerade auf der Brücke fahrenden Wagen nach rechts und spülte die Brücke unter dem Zug weg. Die Kupplung zwischen dem vorderen Zugteil und den Pullmanwagen brach. Der vordere Zugteil stürzte in den Fluss und riss die Lokomotive rückwärts mit. Ein Schaffner in einem der Pullmanwagen, die sich noch auf dem Ausgangsufer befanden, zog die Notbremse, so dass die Wagen auf dem Ausgangsufer stehen blieben, der vordere hing von der abgebrochenen Brücke über dem Fluss.

## Folgen
Aus diesem hinteren Zugteil konnten sich 29 Menschen retten (die diesbezüglichen Zahlen variieren). Im vorderen Zugteil überlebten nur 4 Personen, 97 wurden getötet, 14 konnten nicht mehr gefunden werden. Leichen wurden bis zu 35 Kilometer unterhalb der Unfallstelle im Arkansas River geborgen. Der Einsatz von Spürhunden musste aufgrund von Treibsand abgebrochen werden. Die Lokomotive wurde unmittelbar neben der Brücke gefunden, die in den Fluss gestürzten Wagen 7 Kilometer talabwärts. Der erste Hilfszug erreichte die Unfallstelle nach vier Stunden. Die Brücke wurde sofort wieder in Stand gesetzt und der Verkehr über die Strecke 24 Stunden nach dem Unfall wieder aufgenommen.